# Peachia hilli
Peachia hilli är en havsanemonart som beskrevs av Wilsmore 1911. Peachia hilli ingår i släktet Peachia och familjen Haloclavidae. Inga underarter finns listade i Catalogue of Life.